# Tito Ortiz
Pour les articles homonymes, voir Ortiz.
Tito Ortiz, né le 23 janvier 1975 à Santa Ana en Californie, est un pratiquant américain d'arts martiaux mixtes (MMA). Il a fait quasiment toute sa carrière à l'Ultimate Fighting Championship. Il est ancien champion des poids mi-lourds de l'UFC.

## Biographie
Né le 23 janvier 1975, Jacob Ortiz dit Tito débute la lutte au lycée sous la direction de Paul Herrera. Il se classe 4e aux championnats senior de Californie puis devient champion au niveau universitaire. À l'époque, il s'entraîne avec Stephen Neal qui deviendra champion du monde quelques années plus tard.

## Parcours en arts martiaux mixtes

### Ultimate Fighting Championship
Il fait ses débuts à l'UFC peu de temps après avoir quitté l'école et participe au tournoi de l'UFC 13 en mai 1997. Au premier tour, il détruit littéralement Wes Albritton en 30 secondes dans un style qui restera son style habituel : le ground and pound. Il rencontre ensuite Guy Mezger et adopte la même stratégie. Alors qu'il domine Mezger, un malentendu se produit : le combat est arrêté car Mezger aurait abandonné. Mais celui-ci et son équipe (le Lion's Den de Ken Shamrock) contestent l'arrêt. Le combat reprend et Ortiz tente de finir au plus vite, mais il est surpris par un étranglement en guillotine et doit abandonner.
Dégoûté, Tito reste absent des rings jusqu'en décembre 1998 quand, lors du West Coast NHB Championships 1, il dispose de Jeremy Screeton en 16 secondes grâce à son ground and pound.
Il revient à l'UFC un mois plus tard et s'impose dans la douleur face à Jerry Bohlander en un peu moins de 15 minutes. Il peut ainsi prétendre à un autre combat face à Guy Mezger. Le combat a lieu à l'UFC 19 et Tito s'impose en 9:56 par TKO grâce à son éternel ground and pound. Tito se déchaine après le combat, il enfile un T-shirt affichant « Gay Mezger is my bitch » (ce qui signifie "Gay Mezger est ma pute") et adresse un doigt d'honneur au coin de Mezger. C'est ainsi que débute la rivalité entre Tito Ortiz et le Lion's Den et plus particulièrement Ken Shamrock.
À l'UFC 22, en septembre 1999, il affronte le frère de Ken : le légendaire Frank Shamrock pour le titre des poids moyens. Plus expérimenté et doté d'un meilleur cardio, Shamrock vient à bout de Ortiz avant la fin du 4e round après un combat réputé comme l'un des meilleurs de l'histoire de l'UFC. Mais Frank Shamrock abandonne le titre peu de temps après et Tito se voit offrir une autre occasion dans une nouvelle catégorie, celle des poids mi-lourds qui vient d'être créée.

#### Champion des poids mi-lourds de l'UFC
Pour l'UFC 25 en avril 2000, il doit se défaire de Wanderlei Silva pour devenir champion. Silva est à l'époque champion en titre de l'IVC et vient de commencer sa carrière au Pride FC. Au terme des 5 rounds, Tito est déclaré vainqueur par décision unanime. La domination de Tito n'est pas si flagrante et la décision est parfois contestée. Mais ce soir-là, Tito devient le premier champion des poids mi-lourds de l'UFC.
Il défend son titre à l'UFC 29 en battant facilement Yuki Kondo par soumission, à l'UFC 30 face à Evan Tanner grâce à un terrible slam qui met KO Tanner en 30 secondes et à l'UFC 32 par TKO sur Elvis Sinosic. Il est alors considéré comme un des meilleurs combattants au monde à ce poids, Wanderlei Silva étant sur le point de devenir champion du Pride.
À l'UFC 33 vient un défi de taille. Ce soir-là, Ortiz est censé affronter le légendaire Vitor Belfort qui à l'époque est une machine qui a fait des ravages au Pride et à l'UFC. Mais Belfort se blesse à l'entraînement et c'est Vladimir Matyushenko qui prend le combat au pied levé. Matyushenko est un bon combattant, mais pas du calibre de Ortiz surtout avec si peu de préparation. Pourtant ce soir-là, le combat va à la décision et est qualifié par certains de « combat le plus ennuyeux de l'histoire ». Ortiz est critiqué pour ne pas avoir vaincu son adversaire avant la limite.
Ce soir-là, un nouvel aspirant s'installe : Chuck Liddell, partenaire et ami de Ortiz vient à bout de Murilo Bustamante. Un combat semble alors inévitable d'autant que Chuck Liddell bat Vitor Belfort à l'UFC 37.5. Ce soir-là, Tito accepte le challenge de Chuck en déclarant "Il semble que je sois le prochain, mais avant j'ai des comptes à régler avec Ken Shamrock". En effet à cette époque, Shamrock revient à l'UFC et n'a pas oublié la rivalité issue du combat contre Mezger.
Le combat a lieu à l'UFC 40 en novembre 2002, le plus regardé de l'histoire de l'UFC. Le combat est à sens unique et Ken Shamrock n'impressionne que par sa résistance alors que Tito le matraque de coups. Au bout de 3 rounds, Shamrock n'en peut plus et le combat est arrêté.
Ce soir-là, Chuck Liddell frappe encore en mettant KO Renato Sobral. Alors qu'il est interviewé après le combat, Tito refuse le combat prétextant que son amitié avec Liddell vaut plus que le titre et l'argent. Liddell le contredit en déclarant que Tito est un ami mais qu'il peut tout de même l'affronter. Tito s'obstine à refuser le combat et le titre lui est finalement retiré. Un titre intérimaire est mis en jeu entre Couture et Liddell. Randy Couture en sort vainqueur et gagne ainsi le droit de combattre Ortiz.
Tito accepte pour probablement deux raisons majeures : la première est qu'il n'a pas le choix s'il veut garder son titre. La seconde est que Couture (40 ans à l'époque) lui paraît sûrement moins dangereux que Liddell. Mais lors de l'UFC 44 en septembre 2003, Ortiz est totalement dominé par Couture perdant par décision unanime et se prenant même la fessée dans le dernier round du combat. Il perd ainsi le titre qu'il détenait depuis 3 ans.

#### Parcours post-titre
Désormais il n'a plus le choix et doit combattre Chuck Liddell s'il veut avoir une nouvelle chance de combattre pour le titre. Lors de l'UFC 47 en avril 2004, Ortiz fait l'erreur de vouloir échanger les coups avec Liddell plutôt que de tenter des amenées au sol. La sanction tombe à 38 secondes après le début du second round et Ortiz est mis KO pour la première fois de sa carrière.
Il cherche à faire son retour en acceptant un troisième combat contre Guy Mezger, le combat est signé, mais Mezger est atteint de problèmes cérébraux et doit mettre un terme à sa carrière. Patrick Côté, un Canadien relativement peu connu accepte le combat peu de temps avant l'événement. Encore une fois, Ortiz déçoit en ne battant Côté que par décision. Pire même, il passe près du KO dans le premier round. Le public critique Ortiz qui semble pourtant satisfait de sa performance.
Pour l'UFC 51, il combat enfin Vitor Belfort. Le combat est très serré : Vitor remporte le premier round, les deux autres étant assez équilibrés. Pourtant c'est Tito qui remporte une victoire controversée par décision partagée. Après le combat, Ortiz fait son show en défiant de manière assez salée Chuck Liddell et Ken Shamrock.
L'image de Tito est sérieusement atteinte. Après une série de combats médiocres, Ortiz s'offre le luxe de défier le champion et de vouloir renégocier son contrat. L'UFC refuse de débourser plus pour de telles performances et Ortiz quitte l'UFC. L'organisation efface toute trace d'Ortiz. À ce point, on ne croit pas revoir Tito à l'UFC et celui-ci entre en contact avec des organisations comme le Pride et le WFA. Mais rien ne se passe et Tito revient finalement à l'UFC. Son retour est annoncé lors de l'UFC 58 : il sera entraîneur lors de la troisième édition de The Ultimate Fighter et affrontera Ken Shamrock , l'autre entraîneur de l'émission, quelques jours après la finale.
Entre-temps, il combat le vainqueur de TUF 1, le prometteur Forrest Griffin. Encore une fois, Tito s'impose par décision partagée et les critiques atteignent des sommets quand Tito prétend que Griffin aurait enduit ses jambes d'huile pour éviter les amenées au sol. Quoi qu'il en soit, Ortiz prend part à l'émission TUF 3 et impressionne par ses qualités de coach en conduisant ses combattants (Bisping et Groves) à la victoire.
Comme le stipulait son contrat, il doit affronter Ken Shamrock à l'UFC 61. Le travail est rapide et Ortiz l'emporte en 1:18. Le combat s'est peut-être arrêté trop tôt, mais Ortiz remporte ce soir sa première victoire avant la limite depuis fin 2002.
Au 31 juillet 2009, Tito Ortiz est annoncé de retour à l'UFC pour un contrat de quelques mois.
À l'UFC 106, il devait faire face au vétéran Mark Coleman, mais ce dernier se blesse à l'entrainement, Ortiz affronte donc Forrest Griffin
Après un premier round équilibré, Tito domine le second round grâce à son inévitable ground and pound. Très passif et beaucoup plus lent dans le dernier round, il s'incline sur décision partagée. Il affirme à l'issue du combat être arrivé dans l'Octogone avec une blessure contractée lors de sa préparation.
Lors de l'UFC 132, il bat par soumission Ryan Bader au premier round. Puis il s'ensuit une série de trois défaites, tout d'abord contre Rashad Evans lors de l'UFC 133 il perd au deuxième round par TKO, ensuite contre Antonio Nogueira lors de l'UFC 140 par TKO au premier round à la suite de ce combat Tito annonce qu'il prendra sa retraite à la suite de son combat contre Forrest Griffin lors de l'UFC 148 qu'il perd par décision à la suite des trois rounds.

## Palmarès en arts martiaux mixtes
| Résultat | Record  | Adversaire               | Méthode                                         | Événement                               | Date              | Round | Temps | Lieu                                       | Notes                                           |
| -------- | ------- | ------------------------ | ----------------------------------------------- | --------------------------------------- | ----------------- | ----- | ----- | ------------------------------------------ | ----------------------------------------------- |
| Défaite  | 16-11-1 | Forrest Griffin          | Décision unanime                                | UFC 148: Silva vs. Sonnen 2             | 7 juillet 2012    | 3     | 5:00  | Las Vegas, Nevada, États-Unis              |                                                 |
| Défaite  | 16-10-1 | Antônio Rogério Nogueira | TKO (coups de poing et coups de coude au corps) | UFC 140: Jones vs. Machida              | 10 décembre 2011  | 1     | 3:15  | Toronto, Ontario, Canada                   |                                                 |
| Défaite  | 16-9-1  | Rashad Evans             | TKO (coup de genou au corps et coups de poing)  | UFC 133: Evans vs. Ortiz 2              | 6 août 2011       | 2     | 4:48  | Philadelphie, Pennsylvanie, États-Unis     | Combat de la soirée                             |
| Victoire | 16-8-1  | Ryan Bader               | Soumission (étranglement en guillotine)         | UFC 132: Cruz vs. Faber 2               | 2 juillet 2011    | 1     | 1:56  | Las Vegas, Nevada, États-Unis              | Soumission de la soirée                         |
| Défaite  | 15-8-1  | Matt Hamill              | Décision unanime                                | UFC 121: Lesnar vs. Velasquez           | 23 octobre 2010   | 3     | 5:00  | Anaheim, Californie, États-Unis            |                                                 |
| Défaite  | 15-7-1  | Forrest Griffin          | Décision partagée                               | UFC 106: Ortiz vs. Griffin II           | 21 novembre 2009  | 3     | 5:00  | Las Vegas, Nevada, États-Unis              |                                                 |
| Défaite  | 15-6-1  | Lyoto Machida            | Décision unanime                                | UFC 84: Ill Will                        | 24 mai 2008       | 3     | 5:00  | Las Vegas, Nevada, États-Unis              |                                                 |
| Égalité  | 15-5-1  | Rashad Evans             | Égalité unanime                                 | UFC 73: Stacked                         | 7 juillet 2007    | 3     | 5:00  | Sacramento, Californie, États-Unis         |                                                 |
| Défaite  | 15-5    | Chuck Liddell            | TKO (coups de poing)                            | UFC 66: Liddell vs. Ortiz               | 30 décembre 2006  | 3     | 3:59  | Las Vegas, Nevada, États-Unis              | Pour le titre des poids mi-lourds de l'UFC.     |
| Victoire | 15-4    | Ken Shamrock             | TKO (coups de poing)                            | Ortiz vs. Shamrock 3: The Final Chapter | 10 octobre 2006   | 1     | 2:23  | Hollywood, Floride, États-Unis             |                                                 |
| Victoire | 14-4    | Ken Shamrock             | TKO (coups de coude)                            | UFC 61: Bitter Rivals                   | 8 juillet 2006    | 1     | 1:18  | Las Vegas, Nevada, États-Unis              |                                                 |
| Victoire | 13-4    | Forrest Griffin          | Décision partagée                               | UFC 59: Reality Check                   | 15 avril 2006     | 3     | 5:00  | Anaheim, Californie, États-Unis            |                                                 |
| Victoire | 12-4    | Vitor Belfort            | Décision partagée                               | UFC 51: Super Saturday                  | 6 février 2005    | 3     | 5:00  | Las Vegas, Nevada, États-Unis              |                                                 |
| Victoire | 11-4    | Patrick Côté             | Décision unanime                                | UFC 50: The War of '04                  | 22 octobre 2004   | 3     | 5:00  | Atlantic City, New Jersey, États-Unis      |                                                 |
| Défaite  | 10-4    | Chuck Liddell            | KO (coups de poing)                             | UFC 47: It's On!                        | 2 avril 2004      | 2     | 0:38  | Las Vegas, Nevada, États-Unis              |                                                 |
| Défaite  | 10-3    | Randy Couture            | Décision unanime                                | UFC 44: Undisputed                      | 26 septembre 2003 | 5     | 5:00  | Las Vegas, Nevada, États-Unis              | Perd le titre des poids mi-lourds de l'UFC.     |
| Victoire | 10-2    | Ken Shamrock             | TKO (arrêt du coin)                             | UFC 40: Vendetta                        | 22 novembre 2002  | 3     | 5:00  | Las Vegas, Nevada, États-Unis              | Défend le titre des poids mi-lourds de l'UFC.   |
| Victoire | 9-2     | Vladimir Matyushenko     | Décision unanime                                | UFC 33: Victory in Vegas                | 28 septembre 2001 | 5     | 5:00  | Las Vegas, Nevada, États-Unis              | Défend le titre des poids mi-lourds de l'UFC.   |
| Victoire | 8-2     | Elvis Sinosic            | TKO (coups de poing et coups de coude)          | UFC 32: Showdown in the Meadowlands     | 29 juin 2001      | 1     | 3:32  | East Rutherford, New Jersey, États-Unis    | Défend le titre des poids mi-lourds de l'UFC.   |
| Victoire | 7-2     | Evan Tanner              | KO (slam)                                       | UFC 30: Battle on the Boardwalk         | 23 février 2001   | 1     | 0:30  | Atlantic City, New Jersey, États-Unis      | Défend le titre des poids mi-lourds de l'UFC.   |
| Victoire | 6-2     | Yuki Kondo               | Soumission (clé de cou)                         | UFC 29: Défense of the Belts            | 16 décembre 2000  | 1     | 1:51  | Tokyo, Japon                               | Défend le titre des poids mi-lourds de l'UFC.   |
| Victoire | 5-2     | Wanderlei Silva          | Décision unanime                                | UFC 25: Ultimate Japan 3                | 14 avril 2000     | 5     | 5:00  | Tokyo, Japon                               | Remporte le titre des poids mi-lourds de l'UFC. |
| Défaite  | 4-2     | Frank Shamrock           | Soumission (coups de poing)                     | UFC 22: Only One Can be Champion        | 24 septembre 1999 | 4     | 4:42  | Lake Charles, Louisiane, États-Unis        | Pour le titre des poids mi-lourds de l'UFC.     |
| Victoire | 4-1     | Guy Mezger               | TKO (coups de poing)                            | UFC 19:Ultimate Young Guns              | 5 mars 1999       | 1     | 9:56  | Bay St. Louis, Mississippi, États-Unis     |                                                 |
| Victoire | 3-1     | Jerry Bohlander          | TKO (coupure)                                   | UFC 18: Road to the Heavyweight Title   | 8 janvier 1999    | 1     | 14:31 | La Nouvelle-Orléans, Louisiane, États-Unis |                                                 |
| Victoire | 2-1     | Jeremy Screeton          | Soumission (coups de genou)                     | West Coast NHB Championships 1          | 8 décembre 1998   | 1     | 0:16  | Los Angeles, Californie, États-Unis        |                                                 |
| Défaite  | 1-1     | Guy Mezger               | Soumission (étranglement en guillotine)         | UFC 13: The Ultimate Force              | 30 mai 1997       | 1     | 3:00  | Augusta, Géorgie, États-Unis               |                                                 |
| Victoire | 1-0     | Wes Albritton            | TKO (coups de poing)                            | UFC 13: The Ultimate Force              | 30 mai 1997       | 1     | 0:31  | Augusta, Géorgie, États-Unis               |                                                 |